# ترنالا
ترنالا (به اسلواکی: Šafárikovo) یک شهرک در اسلواکی با جمعیت ۷٬۹۹۱ نفر است که در Revúca District واقع شده‌است.